# Muziekvereniging St. Caecilia America
De Muziekvereniging St. Caecilia America is een groot fanfareorkest uit America, nu deelgemeente van Horst aan de Maas, dat opgericht werd in 1926.

## Geschiedenis
De oorsprongen van deze muziekvereniging liggen in een kerkkoor, dat als sinds 1904 bestaat en in de regio al in 1917 een grote bekendheid bereikte. De vereniging heeft een zeer hechte verbondenheid met de bevolking in haar gemeente. Maar ook over de grens van de gemeente kreeg dit orkest bekendheid. In 1966 werd men landskampioen in de ereafdeling tijdens het bondsconcours van de Limburgse Bond van Muziekgezelschappen in de Federatie van Katholieke Muziekbonden in Nederland. In 1969 kreeg men in de superieure afdeling op het bondsconcours een 1e prijs met lof de jury.

## Wereldkampioen
Tijdens het Wereld Muziek Concours (WMC) te Kerkrade werd men in 1970 in de toen hoogste afdeling Wereldkampioen. Na de introductie van de zogenoemde concertafdeling bij het Wereld Muziek Concours herhaalde men het wereldkampioenschap in 1985. Tijdens het Internationaal Blaasmuziekfestival Praag in 2003 scoorde men in de hoogste afdeling drie 1e prijzen, namelijk de 1e prijs voor het verplichte werk, de 1e prijs als beste deelnemende fanfare van het concours en de Prijs voor beste dirigent van het concours.
Het fanfareorkest werkte aan verschillende radio- en tv-opnames mee in Nederland, België, Duitsland en Frankrijk.

## Compositieopdrachten
Aan bekende componisten werden compositieopdrachten verleend, zoals aan Henk Badings, die in 1984 Sagas (sagen uit de Peel) componeerde, Jo van den Booren, die in 1993 een werk voor viool en fanfareorkest voor de deelname aan het WMC in Kerkrade schreef. Paul Huber schreef het werk Tryptichon, voor mannenkoor en fanfareorkest en de Limburgse componist Gerard Sars componeerde het dodekafonisch werk Paludi voor het fanfareorkest eveneens voor het WMC in 1993. Voor het Wereld Muziek Concours 1997 schreef Gerard Sars Vier symfonische schetsen in vijf delen voor fanfareorkest; een compositie voor fanfareorkest met fluit en piccolo. Ed de Boer schreef onder zijn pseudoniem Alexander Comitas voor het WMC in 1997 de compositie voor fanfareorkest met de titel Armenian Rhapsody Nr. 2 opus 32.
Naast het grote fanfareorkest bestaat er binnen de vereniging nog een jeugdfanfareorkest.

## Dirigenten
- 1926-1939: Jac Geurts
- 1939-1950: Jan Meulendijks
- 1950-1962: Jan Dietz
- 1962-1966: Nico van de Kroonenberg
- 1966-1991: Leon Adams
- 1991-2002: Dominique Schreurs
- 2002-2018: Frank Steeghs
- 2018-2022: Jean-Pierre Cnoops
- 2022- heden: Chris Derikx